# Fekete Leó
Fekete Leó, 1904-ig Schwarcz (Budapest, 1885 – 1972) magyar labdarúgó.

## Sikerei, díjai
FTC
- Magyar bajnokság
  - ezüstérmes: 1902
  - bronzérmes: 1901